# OpenEHR
OpenEHR（中文:开放电子健康档案），是开放的医疗卫生信息标准规范，它描述了管理和存储，检索和交换的電子健康紀錄(EHRs)数据。 在开放电子健康档案中，一个人的健康数据存储是一个“生命周期”，独立于供应商，以人为本的电子病历。开放电子健康档案的规范不是电子健康档案系统之间的数据交换， 而是以其他规范为准绳的数据交换， 如EN13606和HL7。
开放电子健康档案规范是由非盈利的开放电子健康档案基金会来维护，用于支持对电子健康档案的开放式研究，开发和实施。开放电子健康档案规范是基于欧洲和澳大利亚对电子健康档案15年的研究和发展，所结合地新的范例， 包括已众所周知的原型方法的规范内容。
开放电子健康档案规范包括电子病例，人口统计，临床工作流程和原型的信息及服务模式。它们的设计是建立在以法医健全，分布均衡的电子病例基础之上的。

## 两级原型及模型
开放电子健康档案的关键创新在于，剔除信息模型里的所有临床信息规范，但更重要的是，它给医生和病人提供了更有效记录信息的方式，并且所记录的信息是可以理解和及时处理的。临床信息模型又名“原型”，是一种可计算的正式规范条例。 开放电子健康档案的设置是以符合互斥为原理的质量管理方式。其原型是可以独立管理软件的安装及使用，以确保满足临床医生的实际需要；并且使规范的临床知识随着时间的推移得到演变和发展。在某种程度上，开放电子健康档案的挑战是实际系统的限制与和谐的信息设计。
在电子健康档案领域里，有许多信息模型的范畴相互重叠，使之难以管理，如HL7 V3和SNOMED CT。 开放电子健康档案方式同样面临协调的问题，除非其单独使用。虽然个人健康记录的内容可能截然不容，但是其核心的数据实例必是符合原型。其运行方式通过创建原型来显示可高度重用的临床信息，甚至在某些普遍的情况下。为了得到适用于临床护理的信息，开放电子健康档案总是涉及到一些原型。这些原型的组合被称之为“模版”，在特定的情况下也可细化为原型的聚合。模版可以用来指定表格，文件甚至信息。开放电子健康档案方法是使用CEN-和ISO- 标准化的“原型定义语言”（表示为ADL语法或其等价的XML）建立原型，这些都是可重复使用的，正规的领域概念模型， 如在开放电子健康档案中使用的模拟临床概念，例如“高血压”或“医疗处方”。

## 国际合作
继开放电子健康档案方式，利用全球共享和管理的原型将确保开放电子健康档案的数据可以始终被操作和观察， 无论是在技术，组织和文化背景的层面上。这种方式意味着使用任何电子病例的实际数据模型是灵活的，并可定义新的原型以满足对未来临床病例的保存需求。最近澳大利亚的研究人员， 演示了在一个开放电子健康档案系统里，如何将原型和模版运用到传统的健康记录和数据中，并输出标准化的信息和CDA文件。
获得设计协议和国际层面治理形式的情景仍然是投机的，从不同的医疗和法律环境的影响，文化的差异，技术变化的程度，参考临床术语是不可分割的。开放电子健康档案框架与新的电子健康记录通讯标准（EN13606）是一致的。它是英国NHS连接健康计划的一部分，并且已选定为国家方案的基础。一些国家包括包括丹麦，斯洛伐克，智利和巴西都在对开放电子健康档案框架进行评估，并且已开始被用于世界各地的商业系统。

## 临床知识管理资源
开放电子健康档案的其特点之一是，发展代表健康数据的结构和术语。由于开放电子健康的开放性，其结构框架可以被公共的卫生信息系统使用和实施。一般情况下，社区用户共享，讨论和批准这些结构在资源库中被称为临床知识管理资源（CKM）。最知名的开放电子健康档案的临床知识管理资源现介绍如下：
1. 开放电子健康档案临床知识管理资源
2. NEHTA临床知识管理资源
3. 瑞士开放电子健康档案临床知识管理资源